# Rudelle
Rudelle település Franciaországban, Lot megyében. Lakosainak száma 185 fő (2022. január 1.). Rudelle Anglars, Le Bourg, Rueyres, Sonac és Théminettes községekkel határos.

## Népesség
A település népessége az elmúlt években az alábbi módon változott:
| Lakosok száma | 160  | 155  | 136  | 179  | 172  | 166  | 173  | 179  | 181  | 185  |
|               | 1968 | 1982 | 1990 | 2006 | 2013 | 2015 | 2017 | 2019 | 2020 | 2022 |